# Pardosa yaginumai
Pardosa yaginumai este o specie de păianjeni din genul Pardosa, familia Lycosidae, descrisă de Tanaka, 1977. Conform Catalogue of Life specia Pardosa yaginumai nu are subspecii cunoscute.